# Långtjärnen (Stensele socken, Lappland, 720571-158582)
Långtjärnen är en sjö i Storumans kommun i Lappland och ingår i Umeälvens huvudavrinningsområde.